# Lista över småplaneter (5001–5500)
Detta är en lista över numrerade småplaneter, nummer 5001–5500.
|     | 5000           | 5100          | 5200            | 5300             | 5400          |
| --- | -------------- | ------------- | --------------- | ---------------- | ------------- |
| 1   | EMP            | Akhmerov      | Ferraz-Mello    | Novobranets      | Minamioda     |
| 2   | Marnix         | Benfranklin   | Charleseliot    | Romanoserra      | Kejosmith     |
| 3   | Silvanominuto  | Diviš         | Pavarotti       | Parijskij        | Takachiho     |
| 4   | Bruch          | Skripnichenko | Herakleitos     | Bazhenov         | Uemura        |
| 5   | Kegler         | Westerhout    | Servián         | Bernievolz       | Neverland     |
| 6   | Teller         | Mortensen     | Kodomonomori    | Fangfen          | Jonjoseph     |
| 7   | Keay           | Laurenbacall  | Hearnshaw       | Paul-André       | 1992 AX       |
| 8   | Miyazawakenji  | Lübeck        | Royer           | Hutchison        | Thé           |
| 9   | Sethos         | Robertmiller  | Oloosson        | MacPherson       | Saale         |
| 10  | Amenemhêt      | Belgirate     | Saint-Saëns     | Papike           | Spivakov      |
| 11  | Ptah           | Jacliff       | Stevenson       | Rutherford       | Liia          |
| 12  | Eurymedon      | Kusaji        | Celiacruz       | Schott           | Rou           |
| 13  | Suzhousanzhong | Kohno         | Takahashi       | Nunes            | Smyslov       |
| 14  | Gorchakov      | Yezo          | Oozora          | Wilkickia        | Sokolov       |
| 15  | Litke          | Frimout       | Tsurui          | Balʹmont         | Lyanzuridi    |
| 16  | Migirenko      | Korsør        | Cannizzo        | Filatov          | Estremadoyro  |
| 17  | Tenchi         | Mokotoyama    | Chaozhou        | Verolacqua       | Solovaya      |
| 18  | Tenmu          | Elnapoul      | Kutsak          | Dientzenhofer    | Joyce         |
| 19  | Erfjord        | Imbrius       | Zemka           | Petrovskaya      | Benua         |
| 20  | Asimov         | Bitias        | Vika            | Lisbeth          | Jancis        |
| 21  | Krylania       | Numazawa      | Fabribudweis    | Jagras           | Ulanova       |
| 22  | Roccapalumba   | Mucha         | Ioffe           | Ghaffari         | Hodgkin       |
| 23  | Agapenor       | Cynus         | McSween         | Fogh             | Horahořejš    |
| 24  | Bechmann       | Muraoka       | Abbe            | Lyapunov         | Covington     |
| 25  | Mecisteus      | Okushiri      | Loral           | Silver           | Vojtěch       |
| 26  | Martes         | Achaemenides  | Pollack         | Vittoriosacco    | Sharp         |
| 27  | Androgeos      | Bruhns        | Bocacara        | Gertwilkens      | Jensmartin    |
| 28  | Halaesus       | Wakabayashi   | Máca            | Nisiyamakoiti    | 1987 RA1      |
| 29  | Ireland        | Groom         | Irurita         | Decaro           | 1988 BZ1      |
| 30  | Gyldenkerne    | Ilioneus      | Asahina         | Senrikyu         | Luu           |
| 31  | Švejcar        | 1990 BG       | Verne           | Erimomisaki      | Maxinehelin   |
| 32  | Conradhirsh    | Maynard       | Jordaens        | Davidaguilar     | Imakiire      |
| 33  | Mistral        | Phillipadams  | Nastes          | Kanaya           | Kairen        |
| 34  | Joeharrington  | Ebilson       | Sechenov        | Mishima          | Tomwhitney    |
| 35  | Swift          | Nibutani      | Jean-Loup       | Damocles         | Kameoka       |
| 36  | Tuttle         | Baggaley      | Yoko            | Kley             | Eumelos       |
| 37  | Habing         | Frevert       | Yoshikawa       | Aoki             | 1990 DU3      |
| 38  | Overbeek       | Gyoda         | Naozane         | Michelblanc      | Lorre         |
| 39  | Rosenkavalier  | Rumoi         | Reiki           | Desmars          | Couturier     |
| 40  | Rabinowitz     | Kida          | Kwasan          | Burton           | Terao         |
| 41  | Theotes        | Tachibana     | Beeson          | Purgathofer      | Andymurray    |
| 42  | Colpa          | Okutama       | Kenreimonin     | Le Poole         | Drossart      |
| 43  | Zadornov       | Heracles      | Clasien         | Ryzhov           | Encrenaz      |
| 44  | Shestaka       | Achates       | Amphilochos     | Ryabov           | Gautier       |
| 45  | Hoyin          | Pholus        | Maslyakov       | Boynton          | Williwaw      |
| 46  | Carletonmoore  | Moiwa         | Migliorini      | Benedetti        | Heyler        |
| 47  | Zanda          | Maruyama      | Krylov          | Orestelesca      | Lallement     |
| 48  | Moriarty       | Giordano      | Scardia         | Kennoguchi       | Siebold       |
| 49  | Sherlock       | Leibniz       | Giza            | Paulharris       | 1992 US5      |
| 50  | Doctorwatson   | Fellini       | Jas             | Epetersen        | Sokrates      |
| 51  | Ralph          | Weerstra      | Bradwood        | Diderot          | Plato         |
| 52  | Nancyruth      | Labs          | Vikrymov        | Fujita           | 1937 NN       |
| 53  | Chladni        | Gierasch      | Fredclifford    | Baillié          | Zakharchenya  |
| 54  | Keil           | Leonov        | Ulysses         | Hisayo           | Kojiki        |
| 55  | Opekushin      | Denisyuk      | Johnsophie      | Akihiro          | Surkov        |
| 56  | Rahua          | Golant        | Farquhar        | Neagari          | Merman        |
| 57  | Weeks          | Hindemith     | Laogonus        | Sekiguchi        | Queen's       |
| 58  | Tarrega        | Ogarev        | Rhoeo           | Meineko          | Aizman        |
| 59  | Saroma         | Burbine       | Epeigeus        | Markzakharov     | Saraburger    |
| 60  | Yoneta         | Camoes        | Philvéron       | Rozhdestvenskij  | Tsénaatʼaʼí   |
| 61  | McIntosh       | Wightman      | Eureka          | Goncharov        | Autumn        |
| 62  | Glennmiller    | Piemonte      | Brucegoldberg   | Johnyoung        | 1984 SX5      |
| 63  | Monteverdi     | Vollmayr-Lee  | Arrius          | Kupka            | Danwelcher    |
| 64  | Tanchozuru     | Mullo         | Telephus        | Christophschäfer | Weller        |
| 65  | Johnstone      | Videnom       | Schadow         | Fievez           | Chumakov      |
| 66  | Garradd        | Olson         | Rauch           | Rhianjones       | Makibi        |
| 67  | Occidental     | Joeharms      | Zegmott         | Sollenberger     | 1988 AG       |
| 68  | Cragg          | Jenner        | Černohorský     | Vitagliano       | Hamatonbetsu  |
| 69  | Tokeidai       | Duffell       | Paustovskij     | Virgiugum        | 1988 BK4      |
| 70  | Arai           | Sissons       | Kakabadze       | Taranis          | Kurtlindstrom |
| 71  | Schoenmaker    | Augustesen    | Kaylamaya       | Albertoaccomazzi | Tunguska      |
| 72  | Hioki          | Yoshiyuki     | Dickinson       | Bikki            | 1988 RR       |
| 73  | Junttura       | Stjerneborg   | Peilisheng      | Michaelkurtz     | Yamanashi     |
| 74  | Goetzoertel    | Okugi         | Degewij         | Hokutosei        | Gingasen      |
| 75  | Goryachev      | Ables         | Zdislava        | Siedentopf       | Hanskennedy   |
| 76  | Lebedev-Kumach | Yoichi        | Gulkis          | Maruthiakella    | Mulius        |
| 77  | Favaloro       | Hugowolf      | Brisbane        | Komori           | Holmes        |
| 78  | Solovjev-Sedoj | Pattazhy      | Polly           | Ellyett          | Wartburg      |
| 79  | Brubeck        | Takeshima     | Arthuradel      | Abehiroshi       | Grahamryder   |
| 80  | Oja            | Ohno          | Andrewbecker    | Sprigg           | 1989 YK8      |
| 81  | Sanguin        | SURF          | Lindstrom       | Sekhmet          | Kiuchi        |
| 82  | Nihonsyoki     | Bray          | Yamatotakeru    | McKay            | Korankei      |
| 83  | Irinara        | Robyn         | Pyrrhus         | Leavitt          | Cherkashin    |
| 84  | Gnedin         | Cavaillé-Coll | Orsilocus       | Changjiangcun    | Inoda         |
| 85  | Hippocrene     | Alerossi      | Krethon         | Kamenka          | Kaula         |
| 86  | Demin          | Donalu        | Haruomukai      | Bajaja           | 1991 UT2      |
| 87  | Emelʹyanov     | Domon         | Heishu          | Casleo           | 1991 UM4      |
| 88  | Tancredi       | Paine         | Nankichi        | Mottola          | Kiyosato      |
| 89  | Nádherná       | 1990 UQ       | Niemela         | Choikaiyau       | Oberkochen    |
| 90  | Wyeth          | Fry           | Langevin        | Huichiming       | Burbidge      |
| 91  | Isakovskij     | Paddack       | Yuuko           | Emmons           | Kaulbach      |
| 92  | Manara         | Yabuki        | Mackwell        | Parker           | Thoma         |
| 93  | Svirelia       | Tanakawataru  | Bentengahama    | Goldstein        | Spitzweg      |
| 94  | Seryozha       | Böttger       | Onnetoh         | Jurgens          | Johanmohr     |
| 95  | Escalante      | Kaendler      | Masayo          | Shosasaki        | Rumyantsev    |
| 96  | Luzin          | Bustelli      | Friedrich       | Kathleenhowell   | 1973 NA       |
| 97  | Axford         | Rottmann      | Schinkel        | Vojislava        | Sararussell   |
| 98  | Tomsolomon     | Fongyunwah    | Paraskevopoulos | Jennifergannon   | Gustafsson    |
| 99  | Iainbanks      | Dortmund      | Bittesini       | Awa              | 1981 SU2      |
| 100 | Pasachoff      | Pamal         | Sats            | Anniewalker      | Twilley       |
|     | 5100           | 5200          | 5300            | 5400             | 5500          |